# Jung Soseong
Jung Soseong, conosciuto anche come Jeong Soseong o Chung So-sung (hangeul: 정소성; Daegu, 11 febbraio 1944 – 24 ottobre 2020), è stato uno scrittore sudcoreano.

## Biografia
Studiò letteratura francese presso l'Università Nazionale di Seul (dottorato conseguito presso l'Università di Grenoble III).
In seguito ha lavorato come professore di francese all'Università Nazionale di Chonnam, Università Nazionale di Chonbuk e Università di Dankook dal 1973.

## Opere
- 천년을 내리는 눈, 1983, ( Barca per Atene, Premio letterario Dong-in, 1985)
- 여자의 성, 1990.
- 안개 내리는 강, 1990.
- 가리마 탄 여인, 1991.
- 제비꽃, 1992.
- 최후의 연인, 1993.
- 사랑의 원죄, 1994.
- 대동여지도, 1994.
- 운명, 1996.
- 태양인, 1997.
- 두 아내, 1999.
- 바람의 여인, 2005.
- 설향, 2012.